# 갓스피드 유! 블랙 엠페러
갓스피드 유! 블랙 엠페러(Godspeed You! Black Emperor)는 1994년 캐나다 퀘벡주 몬트리올에서 결성된 포스트 록, 익스페리멘털 록 밴드이다. 이 밴드는 역시 몬트리올에 소속되어 있는 레이블인 Constellation Records에 소속되어 있으며, 1997년 첫 정규 음반 F♯ A♯ ∞을 발매한다. 이후 2000년 발매된 2집 Lift Your Skinny Fists Like Antennas to Heaven은 평단의 극찬을 받았으며, 1, 2집 활동기간인 1998년부터 2003년까지 그들은 정기적으로 투어 일정을 가지기도 했다. 이후 멤버들 각자 개별적인 음악 활동을 하기 위해 2003년 해체되었으나, 2010년 투어를 시작으로 다시금 재결합했다. 재결합 이후 현재까지 그들은 3개의 정규 음반을 더 발매했다.

갓스피드 유! 블랙 엠페러는 포스트 록 장르에 상당한 영향을 끼친 밴드이며, 2013년 발매한 4집 정규 음반 'Allelujah! Don't Bend! Ascend!으로 2013 폴라리스상을 받기도 했다.

## 음반 목록
- F♯ A♯ ∞ (1997)
- Lift Your Skinny Fists Like Antennas to Heaven (2000)
- Yanqui U.X.O. (2002)
- 'Allelujah! Don't Bend! Ascend! (2012)[2]
- Asunder, Sweet and Other Distress (2015)
- Luciferian Towers (2017)
- G d’s Pee AT STATE’S END! (2021)
- No Title as of 13 February 2024 28,340 Dead (2024)